# Eric Chinje
Eric Chinje, né le 8 septembre 1954, est un journaliste camerounais.

## Biographie

### Enfance, formation
Eric Chinje est né au Cameroun en 1954. Il est originaire de Bamenda dans la région du Nord-Ouest.
Il fait ses études supérieures d'abord à l’Université de Yaoundé , puis il poursuit ses études aux États-Unis d'abord à l'Université de Syracuse, puis à Harvard.

### Carrière
Il est le premier à présenter le journal télévisé en langue anglaise sur la chaîne nationale camerounaise, la Cameroon Television (CTV), aujourd'hui Cameroon Radio Television (CRTV), le 20 mars 1985. 
Il est reconnu comme le seul journaliste à avoir interviewé le président Paul Biya à la télévision publique plusieurs années consécutive
Le 1er juillet 2014, il est nommé directeur général de l'African Media Initiative (AMI) par le président du conseil d'administration Trevor Ncube.
En 2020, il assure la fonction de Conseiller chargé de l’international au sein du Think tank Cape Cameroun, présidé par Titus Edzoa et dirige parallèlement son agence de communication dénommée Kory Agency. 